# ハーディー・ガーディー・マン
『ハーディー・ガーディー・マン』（原題：The Hurdy Gurdy Man）は、イギリスのシンガーソングライター、ドノヴァンが1968年に発表した6作目のスタジオ・アルバム。アメリカのエピック・レコードから発売され、当時は母国イギリスではリリースされなかった。

## 背景
タイトル曲ではジョン・ポール・ジョーンズがベースを弾き、アレンジも担当した。また、ドノヴァン自身の説明によれば、この曲のレコーディングには後にジョーンズと共にレッド・ツェッペリンを結成するジミー・ペイジ、ジョン・ボーナムも参加しており、当初はジミ・ヘンドリックスを起用する予定だったが、都合がつかなかったためペイジがギターを弾いたという。ただし、ジョーンズはペイジとボーナムが参加したという説を否定しており、ギターは後にブルー・ミンクを結成するアラン・パーカー、ドラムはクレム・カッティーニが演奏したともいわれる。
クレジットには明記されていないが、本作のレコーディングにはペンタングルのダニー・トンプソンとバート・ヤンシュも参加しており、「タンジール」はヤンシュのアコースティック・ギターがフィーチャーされた曲である。
本作のリリースに先行して、「ジェニファー・ジュニパー」（全英5位・全米26位）と「ハーディー・ガーディー・マン」（全英4位・全米5位）がシングル・ヒットした。そして、1968年10月には本作がアメリカで発売された

## 反響・評価
アメリカのBillboard 200では20位を記録。ジョン・ブッシュはオールミュージックにおいて5点満点中2.5点を付け「彼のあまりにも野心的な性分と闇雲な音作りが、ドノヴァンの曲本来の強さを引き立てるどころか、むしろ時として損なっている」「曲は優れており演奏もおおむね堅実だが、『ハーディー・ガーディー・マン』はとても聴き辛い」と評している。

## リマスターCD
2005年にEMIからリリースされたリマスターCDには、7曲のボーナス・トラックが追加された。そのうち「Colours」と「Catch the Wind」はキャリア初期のシングル・ヒット曲を『ドノバンのグレーテスト・ヒット』のために再録音したもので、ドノヴァンによればジョン・ポール・ジョーンズやビッグ・ジム・サリヴァン等が参加したという。また、「What a Beautiful Creature You Are」は未発表曲で、ドノヴァンと同様ミッキー・モストのバックアップを得ていた歌手ルルとのデュエットである。

## 収録曲
全曲ともドノヴァン作。
1. ハーディー・ガーディー・マン - "Hurdy Gurdy Man" – 3:18
2. はやぶさ - "Peregrine" – 3:39
3. 内気な娘と遊んだ話 - "The Entertaining of a Shy Girl" – 1:42
4. ふり返ってみれば - "As I Recall It" – 2:10
5. しっかりおしよ - "Get Thy Bearings" – 2:54
6. 待たせてごめんね - "Hi It's Been a Long Time" – 2:38
7. ウェスト・インディアン・レディ - "West Indian Lady" – 2:18
8. ジェニファー・ジュニパー - "Jennifer Juniper" – 2:43
9. リヴァー・ソング - "The River Song" – 2:17
10. タンジール - "Tangier" – 4:14
11. サニー・デイ - "A Sunny Day" – 1:58
12. 太陽は魔術師 - "The Sun is a Very Magic Fellow" – 2:48
13. 冬のカフェで - "Teas" – 2:40

### 2005年リマスターCDボーナス・トラック
1. "Teen Angel" - 2:18
2. "Poor Cow" - 2:58
3. "Laléna" - 2:55
4. "Aye My Love" - 2:08
5. "What a Beautiful Creature You Are" - 2:44
6. "Colours" - 4:19
7. "Catch the Wind" - 5:02

## 他メディアでの使用例
「ハーディー・ガーディー・マン」は『L.I.E.』（2001年公開）、『SPUN スパン』（2002年公開）、『F.R.A.T./戦慄の武装警察』（2005年公開）、『ボビー』（2006年公開）、『ロビン・ウィリアムズのもしも私が大統領だったら…』（2006年公開）、『ゾディアック』（2007年公開）といった映画のサウンドトラックで使用された。
「ジェニファー・ジュニパー」は『ハイスクール白書 優等生ギャルに気をつけろ!』（1999年公開）のサウンドトラックで使用された。「リヴァー・ソング」は、1976年にNHKのテレビドラマ『紅い花』のオープニング曲として使用された。

## カヴァー
- ハーディー・ガーディー・マン
  - スティーヴ・ヒレッジ - 『L』（1976年）に収録[17]。
  - バットホール・サーファーズ（英語版） - アルバム『piouhgd』（1991年）に収録[18]。バットホール・サーファーズのヴァージョンは、映画『ジム・キャリーはMr.ダマー』（1994年公開）のサウンドトラックで使用された[19]。
  - L.A.ガンズ - カヴァー・アルバム『Rips the Cover Off』（2004年）に収録[20]。
  - ワイルド・コロニアルズ（英語版） - EP「Life as We Know It EP 1/4」（2006年）に収録[21]。
- しっかりおしよ
  - キング・クリムゾン - 1969年と1971年のライヴで演奏。ライヴ・アルバム『エピタフ -1969年の追憶-』（1997年リリース）と『レディース・オブ・ザ・ロード』（2002年リリース）に当時の演奏が収録された[22]。
- ジェニファー・ジュニパー
  - ジョエル・グレイ - アルバム『Black Sheep Boy』（1969年）に収録[23]。
  - カズミ・ウィズ・リッキーズ - アルバム『Who』（1996年）に収録[24]。